# Малицкий, Сергей Вацлавович
Сергей Вацлавович Малицкий (род. 12 октября 1962 года) — русский писатель-фантаст. В настоящее время проживает в г. Коломна.

## Биография
Сергей Малицкий родился 12 октября 1962 года в Иркутской области. С 1983 года постоянно проживает в Коломне. Отец двух сыновей и дочери.

## Творчество
В 2000 году Сергей Малицкий выпускает сборник рассказов «Легко». Постепенно от рассказов он переходит к романам и в 2006 году выходит его дебютный роман «Миссия для чужеземца» в издательстве «Альфа-книга». С того времени его романы регулярно выходят в серии «Фантастический боевик» данного издательства. Не оставляет Малицкий и написание рассказов, многие из которых выходили в сборниках издательства «Амфора», журналах «Если», «Полдень. XXI век», «Реальность фантастики» и других.

### Романы

#### Циклы
- Арбан Саеш (Арбан Саеш. — Москва: Альфа-книга, 2008. — 1152 с. — (В одном томе). — 7000 + 6000 экз. — ISBN 978-5-9922-0144-4.)
  - 2006 Миссия для чужеземца. — Москва: Альфа-книга, 2006. — 442 с. — (Фантастический боевик). — 15 000 + 6000 экз. — ISBN 5-93556-755-5.
  - 2006 Отсчёт теней. — Москва: Альфа-книга, 2006. — 535 с. — (Фантастический боевик). — 15 000 + 8000 экз. — ISBN 5-93556-771-7.
  - 2006 Камешек в жерновах. — Москва: Альфа-книга, 2006. — 508 с. — (Фантастический боевик). — 15 000 экз. — ISBN 5-93556-784-9.
- Кодекс предсмертия
  - 2007 Муравьиный мёд. — Москва: Альфа-книга, 2007. — 440 с. — (Фантастический боевик). — 20 000 экз. — ISBN 5-93556-850-0.
  - 2008 Оправа для бездны. — Москва: Альфа-книга, 2008. — 569 с. — (Фантастический боевик). — 15 000 экз. — ISBN 978-5-9922-0220-5.
  - 2009 Печать льда. — Москва: Альфа-книга, 2009. — 411 с. — (Фантастический боевик). — 12 000 экз. — ISBN 978-5-9922-0375-2.
  - 2010 Забавник. — Москва: Альфа-книга, 2010. — 380 с. — (Фантастический боевик). — 12 000 экз. — ISBN 978-5-9922-0587-9.
- Ничего личного
  - 2010 Карантин. — Москва: Альфа-книга, 2010. — 320 с. — (Фантастический боевик). — 11 000 экз. — ISBN 978-5-9922-0691-3.
  - 2010 Блокада. — Москва: Альфа-книга, 2010. — 384 с. — (Фантастический боевик). — 11 000 экз. — ISBN 978-5-9922-0771-2.
- Пепел богов
  - 2011 Пагуба. — Москва: Альфа-книга, 2011. — 477 с. — (Фантастический боевик). — 12 500 экз. — ISBN 978-5-9922-0960-0.
  - 2012 Юдоль. — Москва: Альфа-книга, 2012. — 536 с. — (Фантастический боевик). — 11 000 экз. — ISBN 978-5-9922-1210-5.
  - 2012 Треба. — Москва: Альфа-книга, 2012. — 408 с. — (Фантастический боевик). — 10 000 экз. — ISBN 978-5-9922-1330-0.
- Камни Митуту
  - 2014 Провидение зла. — Москва: Эксмо, 2014. — 544 с. — (Фэнтези-бестселлер). — 7000 экз. — ISBN 978-5-699-69410-5.

#### Внецикловые романы
- 2007 Компрессия. — Москва: Альфа-книга, 2007. — 409 с. — (Фантастический боевик). — 18 000 экз. — ISBN 978-5-93556-973-0.
- 2011 Вакансия. — Москва: Альфа-книга, 2011. — 476 с. — (Фантастический боевик). — 13 500 экз. — ISBN 978-5-9922-0886-3.

### Повести
- 1999 ..удодром
- 2000 Минус фантастика
- 2012 Каждый охотник…

### Избранные рассказы
Сетевые публикации автора не приведены.
- 1999 Рвущаяся нить. — Сборник «Чайная книга», издательство «Амфора», С-Пб, 2008.
- 2000 Вещи. — Журнал «Москва», Москва, №6, 2002.
- 2002 Правила подъёма по вертикальной стене. — Журнал «Полдень. XXI век», С-Пб, №4, 2005.
- 2003 Старьёвщик. — Газета «Просто фантастика», Киев, №3, 2004.
- 2003 Палыч. — Журнал «Полдень. XXI век», С-Пб, №6, 2005; Сборник «Жили-были. Русские инородные сказки - 7», издательство «Амфора», С-Пб, 2009.
- 2003 Классика жанра. — Сборник «Новый дорожный детектив», «Лоцман-XXI», Москва, 2005.
- 2004 По секрету. — Сборник «Эра эроса», издательство «Реноме», С-Пб, 2009.
- 2004 Деревенский киберпанк. — Журнал «Реальность фантастики», Киев, №12, 2004.
- 2004 Любовь с пересмешником. — Журнал «Шалтай-болтай», Волгоград, №3, 2005.
- 2004 Сломанный грифель. — Журнал «Порог», Кировоград, №1, 2006.
- 2004 Собеседование. — Сборник «Книга страха», издательство «Амфора», С-Пб, 2008.
- 2004 Танька-дурочка. — Сборник «Шкафы и скелеты», издательство «Амфора», С-Пб, 2009.
- 2005 Пристрелка. — Сборник «Никого над нами», издательство «Альфа-книга», Москва, 2007.
- 2006 Швед. — Сборник «Беглецы и чародеи», издательство «Амфора», С-Пб, 2008.
- 2008 Полное дознание. — Сборник «Куда исчез Филимор», издательство «Амфора», С-Пб, 2008.
- 2008 Чай. — Сборник «Чайная книга», издательство «Амфора», С-Пб, 2008.
- 2009 Пыль. — Сборник «Мир фантастики 2010. Зона высадки», издательство «Астрель», С-Пб, 2010.
- 2009 Стекло. — Журнал «Молодая гвардия», Москва, №7-8, 2011.
- 2009 Гость. — Сборник «Тут и там. Русские инородные сказки - 8», издательство «Амфора», С-Пб, 2009.
- 2011 Толкование. — Журнал «Если», №3, Москва, 2012.
- 2012 Прогул. — Журнал «Полдень. XXI век», С-Пб, №10, 2012.
- 2012 Реконструкция. — Сборник «S.W.A.L.K.E.R. Байки из бункера», издательство «Астрель», Москва, 2012.
- 2012 Байки из бункера. — Сборник «S.W.A.L.K.E.R. Байки из бункера», издательство «Астрель», Москва, 2012.

### Стихи
- 2001 Прости

### Записки
- 2005 Папин дневник 1
- 2007 Папин дневник 2
- 2008 Папин дневник 3
- 2009 Папин дневник 4
- 2010 Папин дневник 5
- 2010 Папин дневник 6

### Видеоигры
Сценарист компьютерной игры Ash of Gods: Redemption

## Премии
- 2007 «Меч без имени»  — премия издательства «Альфа-книга» за дебютный роман «Миссия для чужеземца».[9]
- 2007 «Золотой кадуцей» — премия фестиваля фантастики «Звёздный мост» в номинации «Дебют» за роман «Миссия для чужеземца».[10]